# Ileana D'Cruz
Ileana D'Cruz (in hindī इलियाना डी'क्रूज़, Iliyānā Ḍī'Krūza; in telugu ఇలియానా డిక్రుజ్, Iliyānā Ḍikruj; Mumbai, 1º novembre 1986) è un'attrice indiana.

## Carriera
È attiva soprattutto nel cinema di Bollywood e Tollywood. Ha vinto il Filmfare Award nella categoria "miglior attrice debuttante - Sud" nel 2006 per il film di Tollywood Devadasu. Successivamente ha recitato in altre pellicole di lingua tamil come Pokiri (2006), Jalsa (2008), Kick (2009) e Julai (2012). Nel mondo di Kollywood ha debuttato nel 2006 con il film Kedi, scritto e diretto da Jyothi Krishna.
Nel 2012, oltre a recitare in Nanban, ha debuttato a Bollywood partecipando al film di successo Barfi!, diretto da Anurag Basu, che le ha permesso di vincere diversi premi tra cui il Filmfare come "miglior debutto femminile" e lo Screen Award come "miglior attrice rivelazione femminile".
Negli anni seguenti ha recitato, tra l'altro, nelle commedie d'azione Phata Poster Nikla Hero (2013) e Main Tera Hero (2014), nella commedia romantica Happy Ending (2014), nel thriller Rustom (2016) e nel caper movie Baadshaho (2017).

## Filmografia
- Rustom (2016)